# Aside
Aside (* 1996 in Münster als Yannick Johannknecht) ist ein deutscher Musikproduzent. Er ist unter anderem mitverantwortlich für die Nummer-1-Hits Highway und Pussy Power von Katja Krasavice, Auf & ab von Montez sowie Wildberry Lillet von Nina Chuba.

## Leben
Yannick Johannknecht absolvierte ein Studium des Kommunikationsmanagements an der Hochschule Osnabrück. Während des Studiums wirkte er als Aside an ersten Produktionen mit. Im Backstage eines Konzerts des Rappers Kool Savas lernte er Montez kennen, mit dem er 2018 in eine WG in Berlin zog. Dieser nahm ihn auch bei seinem BMG-Imprint Paradyse unter Vertrag.
2017 produzierte Aside drei Tracks für Sillas zehntes Soloalbum Blockchef. Auf der 2019 erschienenen Kokon - EP von Montez, produzierte Aside als Executive Producer alle Songs.
Sein erster Nummer-eins-Hit wurde die Single Highway von Katja Krasavice und Elif. Auch das Album Eure Mami bei welchem Aside 13 von 14 Songs produzierte, erreichte Platz 1 der deutschen Albumcharts. Der bis dato erfolgreichste von ihm produzierte Song Auf & ab des Künstlers Montez erreichte in der dritten Woche nach Release Platz 1 der deutschen Singlecharts, und im darauffolgenden Jahr Platinstatus. Erneut Platz 1 der Charts erreichte er mit dem Song Pussy Power von Katja Krasavice. Auf dem gleichnamigen Album der Künstlerin, welches auf Platz 1 der Album-Charts landete, produzierte er sieben von vierzehn Songs. Im darauf folgenden Jahr 2022 produzierte Aside mit Wildberry Lillet von Nina Chuba einen weiteren Nummer-eins-Hit. Innerhalb von neun Wochen erreicht die Single Goldstatus und belegt vier Wochen lang Platz 1 der Singlecharts.
Über die bereits beschriebenen Musiker hinaus arbeitete Aside häufig mit Takt32, Z und Jamule zusammen.

## Diskografie
| Titel                                | Künstler                                                 | Jahr | DE Top 100   |
| ------------------------------------ | -------------------------------------------------------- | ---- | ------------ |
| Wenn ich will                        | Jamule                                                   | 2023 | 43           |
| Ich Vermisse Dich                    | Pietro Lombardi                                          | 2023 | 71           |
| Sag was du vorhast                   | Jamule                                                   | 2023 | 39           |
| Breakup                              | Helsynki x Montez                                        | 2023 | -            |
| Mangos mit Chili                     | Nina Chuba                                               | 2023 | 4            |
| Fieber                               | Nina Chuba                                               | 2022 | -            |
| Weinst du                            | Montez                                                   | 2022 | 29           |
| One Day (I'm Gonna Break Your Heart) | Nico Santos                                              | 2022 | -            |
| Wildberry Lillet Remix               | Nina Chuba x Juju                                        | 2022 | -            |
| Wildberry Lillet                     | Nina Chuba                                               | 2022 | 1 (4 Wochen) |
| Ciao Bella                           | Pietro Lombardi                                          | 2022 | -            |
| Immer Nur Du                         | Chapo102 feat. LUNA                                      | 2022 | 77           |
| Tracksuit Velours                    | Nina Chuba                                               | 2022 | -            |
| Niemand wie du                       | Pietro Lombardi                                          | 2022 | -            |
| Missed Calls                         | Chapo102                                                 | 2022 | 30           |
| Kanye West                           | Swiss                                                    | 2022 | -            |
| Jalousien                            | ART feat. Madeline Juno                                  | 2022 | 78           |
| 10m²                                 | Montez                                                   | 2022 | -            |
| Niemals ohne dich                    | Montez                                                   | 2022 | 60           |
| Gehen oder bleiben                   | Montez                                                   | 2022 | 43           |
| Ich lass dich nicht los              | Pietro Lombardi                                          | 2022 | 20           |
| Offday                               | Jamule                                                   | 2022 | 40           |
| Nieselregen                          | Swiss                                                    | 2022 | -            |
| Onlyfans                             | Katja Krasavice                                          | 2022 | 2            |
| Nebel                                | ART                                                      | 2022 | 27           |
| Vorbei                               | Pietro Lombardi                                          | 2022 | 4            |
| Jung                                 | Jamule                                                   | 2021 | 41           |
| Wenn du rufst                        | Monet192                                                 | 2021 | -            |
| IDWK                                 | PA Sports                                                | 2021 | 43           |
| Regen                                | Takt32 feat. Bozza                                       | 2021 | -            |
| Mond                                 | Montez x badmómzjay                                      | 2021 | 10           |
| Pussy Power                          | Katja Krasavice                                          | 2021 | 1            |
| God Bless                            | badchieff feat. Cro                                      | 2021 | -            |
| Hab Nur Eine Bitte                   | Lune                                                     | 2021 | 15           |
| Auf & ab                             | Montez                                                   | 2021 | 1            |
| Wenn ich geh                         | Jamule                                                   | 2021 | 9            |
| Shawty                               | PA Sports, Kianush & Jamule                              | 2021 | 8            |
| Rote Augen Weisse Nikes              | Aylo & Casar                                             | 2021 | -            |
| Training Day                         | PA Sports & Kianush                                      | 2021 | 50           |
| Marlboro Light                       | Montez                                                   | 2021 | -            |
| Immer noch                           | Jamule                                                   | 2021 | -            |
| Spaceship                            | Jamule                                                   | 2021 | -            |
| Bodyguard                            | badchieff                                                | 2021 | -            |
| Jungs Wie Wir                        | Takt32 feat. Montez                                      | 2021 | -            |
| Overdose                             | Jamule                                                   | 2021 | 22           |
| Alles Verdient                       | Lune                                                     | 2021 | -            |
| Doublecup                            | PA Sports feat. Jamule                                   | 2021 | 13           |
| Squad x Showtime                     | PA Sports feat. Jamule, Kianush, Fourty, Rua & Hamzo 500 | 2021 | 33           |
| No Comprendo                         | Jamule feat. Capital Bra                                 | 2021 | 3            |
| Friendzone                           | Katja Krasavice                                          | 2021 | 2            |
| Keinen wie mich                      | Takt32                                                   | 2021 | -            |
| Highway                              | Katja Krasavice feat. Elif                               | 2021 | 1            |
| Blutige Tränen X Rockstar            | Jamule                                                   | 2020 | 35           |
| Luzifer                              | Lil Lano                                                 | 2020 | 96           |
| Alles schon gesehen                  | Katja Krasavice                                          | 2020 | -            |
| Hotel                                | 102 Boyz, Khrome, Stacks102, Skoob102                    | 2020 | -            |
| Bis auf den letzten Cent             | Takt32 & Vega                                            | 2020 | -            |
| Engel                                | Montez                                                   | 2020 | -            |
| Ich seh                              | Katja Krasavice                                          | 2020 | -            |
| Bruder                               | Takt32                                                   | 2020 | -            |
| Rabenschwarz                         | Sinan-G                                                  | 2020 | -            |
| Daydream                             | Aylo                                                     | 2020 | -            |
| Sie will                             | Jiggo                                                    | 2020 | -            |
| Auf und ab                           | Undacava & Jason                                         | 2020 | -            |
| Leylim Ley                           | Z                                                        | 2020 | -            |
| Kiro                                 | Z                                                        | 2020 | -            |
| Rückspiegel                          | Sinan-G                                                  | 2020 | 55           |
| Badboy                               | NKSN feat. M.O.030                                       | 2020 | -            |
| Wahnsinnig                           | Senna Gammour                                            | 2020 | -            |
| Beten & beißen                       | Dazzle feat. Alligatoah                                  | 2020 | -            |
| Universum                            | Montez                                                   | 2020 | -            |
| Vorbei                               | Mois feat. Sokko167 & Albozz                             | 2020 | 62           |
| System                               | King Khalil feat. Maestro                                | 2019 | -            |
| Unter uns                            | Takt32                                                   | 2019 | -            |
| BDWA - Piano-Version                 | Montez                                                   | 2019 | -            |
| Bon Voyage                           | Takt32                                                   | 2019 | -            |
| Keine halben Sachen                  | M.O.030                                                  | 2019 | -            |
| Gullydeckelbande                     | Jason & Pablokk                                          | 2019 | -            |
| Gut so                               | Montez                                                   | 2019 | -            |
| Irgendwann da                        | Montez                                                   | 2019 | -            |
| Hotspot                              | Montez                                                   | 2019 | -            |
| Weck mich wenn wir Stars sind        | Montez                                                   | 2019 | -            |
| Immer weiter                         | Montez                                                   | 2019 | -            |
| BDWA                                 | Montez                                                   | 2019 | -            |
| Venedig                              | Montez                                                   | 2019 | -            |
| Bring dich um                        | Jason, Pablokk & Undacava                                | 2019 | -            |
| Immer noch 2                         | King Khalil                                              | 2019 | -            |
| Eine Fam                             | King Khalil feat. AP                                     | 2019 | -            |
| Nicht weit                           | King Khalil                                              | 2019 | -            |
| Engel                                | M.O.030 feat. Niqo Nuevo & Micel O                       | 2019 | -            |
| Mamacita                             | M.O.030                                                  | 2019 | -            |
| Die eine                             | M.O.030 feat. MoTrip                                     | 2019 | -            |
| Alles was ich will                   | M.O.030                                                  | 2019 | -            |
| Kleiner Kreis                        | King Khalil & Beto                                       | 2018 | -            |
| Cadillac                             | King Orgasmus One feat. Sha-Karl & Plaetter Pi           | 2018 | -            |
| Blow                                 | King Orgasmus One feat. B-Tight                          | 2018 | -            |
| Enemies                              | PA Sports & Kianush                                      | 2018 | -            |
| District                             | PA Sports & Kianush                                      | 2018 | -            |
| Barrio                               | Silla (feat. Julian Williams & Presto)                   | 2017 | -            |
| F*ck Mutter                          | Silla (feat. King Orgasmus One)                          | 2017 | -            |
| T-800                                | Silla                                                    | 2017 | -            |

## Belege
1. ↑  beyerdynamic trifft Produzent Aside. In: beyerdynamic Blog. 19. Juli 2023, abgerufen am 2. August 2023.
2. ↑  Mit "Wildberry Lillet" auf Platz 1 der Charts. Abgerufen am 29. November 2022 (deutsch).
3. ↑  Jens Paepke: Montez – Interview. In: MZEE.com. 3. September 2019, abgerufen am 29. November 2022 (deutsch).
4. ↑  Florian Gontek: Rapper Montez über seinen Aufstieg: Der Allesmacher – Podcast. In: Der Spiegel. 14. Juni 2022, ISSN 2195-1349 (spiegel.de [abgerufen am 29. November 2022]).
5. ↑  Montez verlängert mit BMG und We Publish Music. Abgerufen am 29. November 2022.
6. ↑  Rap.de: Rap.de; Silla feat. Julian Williams & Presto - Barrio (prod. Aside). Rap.de, abgerufen am 1. August 2017.
7. ↑  F*ck Mutter. Abgerufen am 27. Dezember 2022 (deutsch).
8. ↑  16bars.de: 16bar.de; Silla - T-800 (prod. Aside). 16bars.de, abgerufen am 2. August 2017.
9. ↑  Michael Collins: Montez – Kokon EP – Review. In: MZEE.com. 30. Juni 2019, abgerufen am 7. September 2020 (deutsch).
10. ↑  Offizielle Deutsche Charts - Offizielle Deutsche Charts. Abgerufen am 25. April 2021.
11. ↑  Offizielle Deutsche Charts - Offizielle Deutsche Charts. Abgerufen am 25. April 2021.
12. ↑  Offizielle Deutsche Charts - Offizielle Deutsche Charts. Abgerufen am 16. Oktober 2021.
13. ↑  Datenbank: BVMI. Abgerufen am 27. Dezember 2022.
14. ↑  Offizielle Deutsche Charts - Offizielle Deutsche Charts. Abgerufen am 16. Oktober 2021.
15. ↑  Offizielle Deutsche Charts - Offizielle Deutsche Charts. Abgerufen am 27. Dezember 2022.
16. ↑  Offizielle Deutsche Charts - Offizielle Deutsche Charts. Abgerufen am 18. Oktober 2022.
17. ↑  Aside is a songwriter. Abgerufen am 27. Dezember 2022.

| Personendaten    | Personendaten                           |
| ---------------- | --------------------------------------- |
| NAME             | Aside                                   |
| ALTERNATIVNAMEN  | Johannknecht, Yannick (wirklicher Name) |
| KURZBESCHREIBUNG | deutscher Musikproduzent                |
| GEBURTSDATUM     | 1996                                    |
| GEBURTSORT       | Münster                                 |